# Pedro Inocencio Bejarano
Pedro Inocencio Bejarano (o Vejarano) Martínez (Granada, 28 de julio de 1750 - Mandayona, 13 de diciembre de 1818) fue un eclesiástico y político español, obispo de Buenos Aires entre 1798-1800 y de Sigüenza desde 1801 hasta su muerte, y diputado de las Cortes de Cádiz. 

## Biografía
Educado en Pozoblanco bajo la tutela de su tío, que había recibido las órdenes menores, a los trece años volvió a Granada para continuar sus estudios de filosofía y teología con los dominicos, para después ser becario del Colegio de San Bartolomé y Santiago de la Universidad de Granada, en la que tras doctorarse en teología tuvo la cátedra de Sagrada Escritura. 
Por recomendación del arzobispo Antonio Jorge y Galván fue admitido como canónigo de la iglesia del Sacro Monte, de cuyo colegio fue rector. Posteriormente se trasladó a Madrid como canónigo de la Colegiata de San Isidro y consiliario del Hospital General de Madrid. 
En 1797 fue elegido como obispo de Buenos Aires, confirmado el 18 de diciembre del mismo año; recibió la consagración episcopal el 17 de junio de 1798 de manos del obispo de Segovia José Sáenz Santamaría, asistido por el de Puerto Rico Francisco de Cuerda y por el de Caristo Atanasio Puyal y Poveda. 
En 1799 se embarcó en Cádiz en dirección a su nueva diócesis, pero pocos días después de zarpar, un buque inglés apresó la nave en que viajaba en el contexto de la guerra anglo-española, y Bejarano fue desembarcado en Algeciras. 
En noviembre de 1800 falleció el obispo de Sigüenza Juan Díaz de la Guerra, y en diciembre Vejarano fue nombrado para sucederle en la sede, a la que llegó en mayo del año siguiente. Al igual que su predecesor, tuvo una participación destacada en la construcción de obras públicas y sociales en su diócesis. 
Entre 1810 y 1813 se desempeñó como diputado por el reino de Granada en las Cortes de Cádiz.
Fallecido en Mandayona en 1818 a los 68 años de edad, fue sepultado en la capilla mayor de la Catedral de Sigüenza; su corazón fue depositado en el templo de las monjas ursulinas de Molina; sus entrañas fueron inhumadas en el convento de jerónimas de San Román de Medinaceli.
| Predecesor: Manuel Azamor y Ramírez | Obispo de Buenos Aires 1798 - 1800 | Sucesor: Benito Lué y Riega     |
| Predecesor: Juan Díaz de la Guerra  | Obispo de Sigüenza 1801 - 1818     | Sucesor: Manuel Fraile y García |